# おっぱいの詩
『おっぱいの詩』（おっぱいのうた）は大原まゆによる自伝エッセイ作品である。または、これを原作とした映画、漫画作品。

## 映画
『Mayu -ココロの星-』（まゆ こころのほし）のタイトルで、2007年9月15日より北海道にて先行公開、同年9月29日より全国にて公開。
キャッチコピーは、「だいじょうぶ。きっと私は、がんばれる。」。

### キャスト
- 竹中まゆ：平山あや
- 松田優紀：塩谷瞬
- 新堂亮：池内博之
- 尾崎たまみ：京野ことみ
- 竹中太一：若葉竜也
- 於保佐代子
- ミスズ：芦名星
- ケイ：Wooh（KAMUI）
- 酒井啓太（S×L）
- 山村美智
- ふせえり
- 螢雪次朗
- 河村：安田顕
- 小柳友貴美
- 大鶴義丹
- 平田満
- まゆの母：浅田美代子
- まゆの父：三浦友和

### スタッフ
- 原作：大原まゆ『おっぱいの詩』（講談社刊）
- 監督・脚本：松浦雅子
- 音楽プロデューサー：伊藤圭一
- 音楽：西村由紀江
- 撮影：柴主高秀
- 美術：藤原慎二
- 照明：左納康弘
- 録音：伊藤裕規
- 編集：穂垣順之助
- エグゼクティブ・プロデューサー：水野清
- プロデューサー：竹本克明
- アソシエイトプロデューサー：藤原慎二/梶野祐司
- 企画推進プロデューサー：柏木富士夫
- ラインプロデューサー：坂上也寸志

### その他
- 企画当初につけられていたタイトルは『ココロの星〜ポーラスターを抱きしめて』であった。
- 2012年6月現在DVD化はされていない。

### 関連作品
漫画
- 海里真弓『Mayu -ココロの星-』講談社〈デザートKC〉、2007年8月10日発売[1]、ISBN 978-4-063-65465-3
  - 『THEデザート』（講談社）の2006年5月号に掲載[1]。掲載時のタイトルは『ポーラスターを抱きしめて』であったが、単行本化の際に改題された[1]。単行本には関連のない読み切り『あの橋の下で〜15歳の夏休み〜』（原作：川本美花）が併録されている。